# Красимир Досев
Красимир Досев (23 юли 1960 – 19 юни 2005) е български футболист, вратар.

## Биография
Досев започва кариерата си в Янтра (Габрово). През сезон 1978/79 изиграва 30 мача за отбора в Б група. През 1979 г. е привлечен в ЦСКА (София), след което за един сезон е преотстъпен за обиграване в Осъм (Ловеч).
Завръща се в ЦСКА през 1981 г. Дебютира в А група на 27 ноември 1982 г., когато заменя в 66-ата минута Георги Велинов при гостуване на Спартак (Плевен) (2:2). Остава в клуба през следващите 7 сезона, но в тях записва едва 39 мача в елита, тъй като основно е втори избор за вратарския пост след Велинов. Изиграва също и 2 мача в КЕШ срещу Байерн Мюнхен през сезон 1987/88. Става трикратен шампион на България, както и четирикратен носител на националната купа. Пази на вратата на „армейците“ в злополучния финал през 1985 г. срещу Левски (2:1), след който двата отбора са преименувани, а много футболисти са наказани да не играят футбол.
През лятото на 1988 г. преминава в Миньор (Перник). През сезон 1988/89 изиграва 24 мача за перничани в А група.
След края на състезателната си кариера емигрира в САЩ, където създава фирма за камиони. Умира от инфаркт на 44-годишна възраст в Чикаго през 2005 г.

## Успехи
ЦСКА (София)
- А група –  Шампион (3): 1981/82, 1982/83, 1986/87

- Национална купа –  Носител (4): 1982/83, 1984/85, 1986/87, 1987/88